# Rajd Kanady 1977
Rajd Critérium Molson du Québec 1977 - Rajd Kanady (5. Critérium Molson du Québec) – 5 Critérium Molson du Québec rozgrywany w Kanadzie w dniach 14-18 września. Była to ósma runda Rajdowych Mistrzostw Świata w roku 1977. Rajd został rozegrany na nawierzchni szutrowej i na asfalcie. Bazą rajdu było miasto Montreal.

## Wyniki końcowe rajdu[1]
| Msc. | Kierowca          | Pilot            | Samochód               | Czas    | Strata   | Grupa | Pkt zespół | Pkt kierowca |
| ---- | ----------------- | ---------------- | ---------------------- | ------- | -------- | ----- | ---------- | ------------ |
| 1    | Timo Salonen      | Jaakko Markkula  | Fiat 131 Abarth        | 5:13.54 | 0.0      | 4     | 10+8       | 9            |
| 2.   | Simo Lampinen     | Sölve Andreasson | Fiat 131 Abarth        | 5:18.31 | +4.37    | 4     |            | 6            |
| 3.   | Roger Clark       | Jim Porter       | Ford Escort RS1800     | 5:20.56 | +7.02    | 4     | 8+6        | 4            |
| 4.   | John Buffum       | Vicki Dykema     | Triumph TR7            | 5:55.54 | +42.00   | 4     | 7+5        | 3            |
| 5.   | Jean-Paul Pérusse | John Bellefleur  | Saab 99 EMS            | 6:10.59 | +57.05   | 4     | 6+4        | 2            |
| 6.   | Kenjiro Shinozuka | Ron Richardson   | Mitsubishi Colt Lancer | 6:12.27 | +58.33   | 2     | 5+8        | 1            |
| 7.   | Hendrik Blok      | Rich Crandall    | Mitsubishi Colt Lancer | 6:16.54 | +1:03.00 | 4     |            |              |
| 8.   | Walter Boyce      | Robin Edwardes   | Triumph TR7            | 6:49.46 | +6:49.46 | 4     |            |              |
| 9.   | Paul Bourgeois    | Paul Normand     | Datsun 510             | 6:58.02 | +1:44.08 | 1     | 2+8        |              |
| 10.  | Bob Garside       | Gary Murakami    | Toyota Corolla         | 7:10.28 | +1:56.34 | 2     | 1+7        |              |

## Punktacja

### Klasyfikacja producentów
| Lp | Producent | Pkt. |
| -- | --------- | ---- |
| 1  | Ford      | 114  |
| 2  | Fiat      | 112  |
| 3  | Toyota    | 52   |
| 4  | Opel      | 51   |
| 5  | Datsun    | 40   |

- Uwaga: Tabela obejmuje tylko pięć pierwszych miejsc.

### Klasyfikacja  FIA Cup for Rally Drivers
| Lp | Producent       | Pkt. |
| -- | --------------- | ---- |
| 1  | Sandro Munari   | 31   |
| 2  | Björn Waldegård | 28   |
| 3  | Ari Vatanen     | 15   |
| 3  | Timo Salonen    | 15   |
| 3  | Simo Lampinen   | 15   |

- Uwaga: Tabela obejmuje tylko pięć pierwszych miejsc.